# غاري كونجدون
غاري كونجدون (بالإنجليزية: Gary Congdon) هو مهندس أمريكي، ولد في 18 فبراير 1937، وتوفي في 24 سبتمبر 1967.